# Ranunculus botschantzevii
Ranunculus botschantzevii är en ranunkelväxtart som beskrevs av P.N. Ovczinnikov. Ranunculus botschantzevii ingår i släktet ranunkler, och familjen ranunkelväxter. Inga underarter finns listade i Catalogue of Life.